# Rainer Frieb
Rainer Frieb (* 25. Januar 1949 in Starnberg; † 24. Mai 2017 in Hard) war ein deutscher Schauspieler.

## Leben
Rainer Frieb studierte von 1969 bis 1972 Schauspiel an der Otto-Falckenberg-Schule in München. In der Saison 1972/73 war er am Stadttheater Oberhausen engagiert, anschließend am Theater Bremen, in der Saison 1979/80 an den Münchner Kammerspielen und von 1982 bis 1986 am Hamburger Schauspielhaus.
Ab 1987 lebte er in Wien, wo er Mitglied im Theater Der Kreis von George Tabori war, in dessen Gruppe er zuvor schon 1980 bis 1982 aktiv war. Ab 1990 wirkte Frieb in verschiedenen Produktionen an Hans Gratzers Wiener Schauspielhaus mit, ab 1992 war er unter der Direktion von Emmy Werner am Wiener Volkstheater zu sehen, wo er von 2005 bis 2015 unter Michael Schottenberg festes Ensemblemitglied war und zuletzt in der Saison 2014/15 die Rolle des Ernst Heinrich Ernesti in Die Physiker sowie Peter Squenz im Sommernachtstraum verkörperte. Bei den Festspielen Reichenau war er ebenfalls regelmäßig zu sehen, zuletzt 2016 in der Bühnenfassung von Die Dämonen von Heimito von Doderer. In Alma – A Show Biz ans Ende verkörperte er den Komponisten Gustav Mahler. 
2003 wurde er mit dem Karl-Skraup-Preis für die beste schauspielerische Leistung ausgezeichnet.

## Filmografie (Auswahl)
- 1986: Zoning
- 1988: Einstweilen wird es Mittag oder Die Arbeitslosen von Marienthal
- 1992: Eurocops – Operation gelungen
- 1997: Das ewige Lied
- 1999: Der Feuerteufel – Flammen des Todes
- 2001: Spiel im Morgengrauen
- 2001: Uprising – Der Aufstand
- 2002: Julia – Eine ungewöhnliche Frau – Die Diagnose
- 2004: Marie und Freud (Princesse Marie)
- 2006: Klimt
- 2006: Kronprinz Rudolfs letzte Liebe
- 2006: Tatort: Tödliches Vertrauen
- 2008: Falco – Verdammt, wir leben noch!
- 2010: Tag und Nacht
- 2011: Bauernopfer
- 2012: Tiger (Kurzfilm)
- 2013: Karl der Große
- 2013: Angélique
- 2015: SOKO Donau – Asche zu Asche
- 2015: Die weiße Schlange